# Wells Ridge
Wells Ridge ist ein 6 km langer und felsiger Gebirgskamm im ostantarktischen Marie-Byrd-Land. In den Ford Ranges ragt er zwischen den Swanson Mountains und Mount Gilmour auf.
Teilnehmer der United States Antarctic Service Expedition (1939–1941) entdeckten bei einem Überflug und kartierten ihn. Benannt ist der Gebirgskamm nach Loran Wells (1904–1981), der ihn bei dieser Expedition als Fotograf und Beobachter eines Geologenteams im Jahr 1940 besucht hatte.